# Catedral de Essen
La Catedral de Essen (Essener Münster en alemán) es la sede de la diócesis de Essen (diócesis del Ruhr), fundada el 1 de enero de 1958. La catedral, que está dedicada a los santos San Cosme y San Damián y a la Virgen María, está situada en la Burgplatz de Essen.
La catedral era antiguamente la iglesia de la Abadía de Essen, fundada hacia el 845 por Altfrid, Arzobispo de Hildesheim, y alrededor de la cual se expandió la ciudad de Essen. El edificio actual, que tuvo que ser reconstruido tras la Segunda Guerra Mundial, es de estilo gótico, fue construido con roca arenisca y se acabó en el año 1275.
La catedral de Essen es célebre por su tesoro (el Essener Domschatz), entre el cual se encuentra la famosa Goldene Madonna, la escultura de la figura completa de la Virgen más antigua al norte de los Alpes.
El primer obispo de Essen, el cardenal Hengsbach, fue enterrado aquí en 1991.